# Erigonops
Erigonops littoralis es una especie de araña araneomorfa de la familia Linyphiidae. Es el único miembro del género monotípico Erigonops.

## Distribución
Se encuentra en Sudáfrica.